# Municipio Venustiano Carranza (Chiapas)
Koordinaten: 16° 20′ N, 92° 34′ W
Venustiano Carranza ist ein Municipio im mexikanischen Bundesstaat Chiapas. Das Municipio hat etwa 61.000 Einwohner und ist 1364,6 km² groß. Verwaltungssitz und größter Ort des Municipios ist das gleichnamige Venustiano Carranza.
Der Name des Municipios ist dem ehemaligen mexikanischen Präsidenten Venustiano Carranza gewidmet.
Früher hieß der Ort Copanahuastla, was aus dem Nahuatl kommt und „Platz der Schlangen“ bedeutet. 

## Geographie
Das Municipio Venustiano Carranza liegt zentral im mexikanischen Bundesstaat Chiapas auf Höhen zwischen 400 m und 2300 m. Es zählt zur Gänze zur physiographischen Provinz der Sierra Madre de Chiapas und liegt vollständig in der hydrologischen Region Grijalva-Usumacinta. Die Geologie des Municipios wird zu 51 % von Kalkstein bestimmt bei 14 % schluffigem Sandstein und 12 % Alluvionen; vorherrschende Bodentypen sind der Leptosol (41 %), Phaeozem (17 %), Luvisol und Vertisol (je 14 %). Etwa 54 % der Gemeindefläche werden ackerbaulich genutzt, 19 % sind bewaldet, 17 % dienen als Weideland.
Das Municipio Venustiano Carranza grenzt an die Municipios Totolapa, Nicolás Ruiz,  Teopisca, Amatenango del Valle, Las Rosas, Socoltenango, La Concordia, Villa Corzo, El Parral, Chiapa de Corzo, Emiliano Zapata und Acala.

## Bevölkerung
Beim Zensus 2010 wurden im Municipio 61.341 Menschen in 14.459 Wohneinheiten gezählt. Davon wurden 12.855 Personen als Sprecher einer indigenen Sprache registriert, darunter 7.448 Sprecher des Tzotzil und 4.656 Sprecher des Tzeltal. 25 Prozent der Bevölkerung waren Analphabeten. 23.005 Einwohner wurden als Erwerbspersonen registriert, wovon 78,5 % Männer bzw. 4 % arbeitslos waren. 43 % der Bevölkerung lebten in extremer Armut.

## Orte
Das Municipio Venustiano Carranza umfasst 293 bewohnte localidades, von denen der Hauptort sowie San Francisco Pujiltic, Soyatitán, Ricardo Flores Magón, Aguacatenango und Presidente Echeverría vom INEGI als urban klassifiziert sind. 13 Orte wiesen beim Zensus 2010 eine Einwohnerzahl von über 1000 auf, 243 Orte hatten weniger als 100 Einwohner. Die größten Orte sind:
| Ort                                  | Einwohner |
| Venustiano Carranza                  | 15.496    |
| San Francisco Pujiltic               | 07.137    |
| Soyatitán                            | 03.904    |
| Ricardo Flores Magón                 | 03.483    |
| Presidente Echeverría (Laja Tendida) | 03.084    |
| San Francisco (El Calvito)           | 02.409    |
| Vicente Guerrero                     | 01.997    |
| Paraíso del Grijalva                 | 01.930    |
| Guadalupe Victoria                   | 01.767    |
| Mariano Matamoros                    | 01.566    |
| Miguel Hidalgo                       | 01.178    |
| El Puerto                            | 01.092    |
| Grandeza del Río Blanco              | 00.893    |